# Carl Erik Alexander Bovallius
Carl Erik Alexander Bovallius (of Bowallius) (Stockholm, 31 juli 1849 - Georgetown (Guyana), 8 november 1907) was een Zweeds natuurwetenschapper.

## Biografie
Carl was een zoon van de Zweedse historicus en rijksarchivaris Robert Mauritz Bowallius. Hij werd in 1868 student aan de universiteit van Uppsala en doctoreerde er in 1875. Hij werd er docent en assistent aan het zoölogisch laboratorium en het zoölogisch museum. Hij ondernam wetenschappelijke reizen langs de kusten van Noorwegen en Zweden en doorheen Europa. In 1882-1883 verbleef hij in het Caribisch gebied, Midden- en noordelijk Zuid-Amerika voor zoölogisch, archeologisch en etnografisch onderzoek. De archeologische en etnografische collecties van zijn reizen in Midden- en Zuid-Amerika bevinden zich in het Etnografisch Museum in Stockholm.
Tussen 1888 en 1893 maakte hij enkele lange voetreizen voor de studie van de bossen van Norrland en Lapland. In 1892 hielp hij mee aan de oprichting van het nieuwe Biologiska museet in Stockholm, samen met onder meer Tycho Tullberg, hoogleraar in zoölogie van de universiteit van Uppsala. In 1897 keerde hij terug naar Zuid-Amerika om er de Braziliaanse rubberboom te bestuderen. In 1901 stichtte hij een rubberplantage in Trinidad. Vanaf 1904 begon hij opnieuw te reizen door Brazilië en Guyana.
Bovallius publiceerde een aantal monografieën en artikelen in de Handelingen van de Kungliga Vetenskapsakademien en de Acta van de Kungliga Vetenskaps-Societeten i Uppsala. Hij beschreef onder meer een aantal nieuwe geslachten en soorten van pissebedden en vlokreeften wetenschappelijk.

## Werken (selectie)
- Contributions to a monograph of the Amphipoda hyperiidea (in de handelingen van de Vetenskapsakademien 1888-90)
- The oxycephalids (in de Acta van de Vetenskapssocietetens, 1890)
- Nicaraguan antiquities (1886)
- Resa i Central-Amerika 1881-83 (band 1, 1887)
- Resa i Central-Amerika 1881-83 (band 2, 1887)
- Om Norrlands skogar (1892).

## Hommage
Enkele soorten zijn als eerbetoon naar hem vernoemd, daaronder:
- Lithoxus bovallii (Regan, 1906), een vissoort die voorkomt in Guyana;
- Ianthopsis bovallii (Studer, 1884), een pissebedsoort;
- Lycaea bovallii (Chevreux, 1900), een vlokreeftensoort.
- Rhinobothryum bovallii (Andersson, 1916), een toornslang uit Midden-Amerika.